# Charinus centralis
Charinus centralis är en spindeldjursart som beskrevs av Armas och Ávila Calvo 2000. Charinus centralis ingår i släktet Charinus och familjen Charinidae. Inga underarter finns listade i Catalogue of Life.